# Joodse gemeente (Amersfoort)

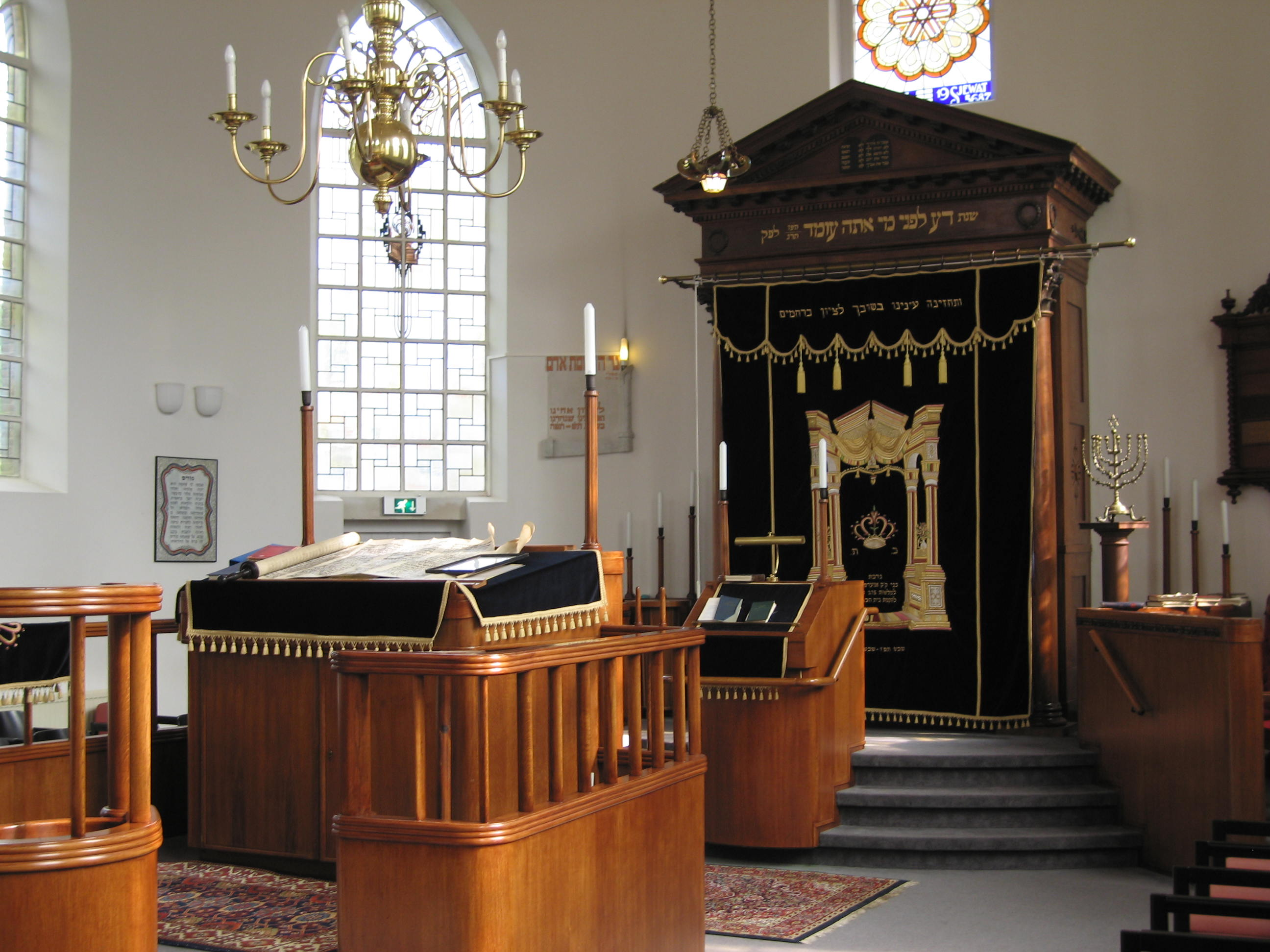
Interieur van de synagoge aan de Drieringensteeg

De Joodse gemeente in Amersfoort is een onderdeel van het Nederlands-Israëlitisch Kerkgenootschap (NIK).

## Geschiedenis
Het is één der oudste Joodse gemeenten van Nederland. De eerste Joden vestigden zich te Amersfoort in 1650. Het waren Sefardische Joden, afkomstig van het Iberisch schiereiland. De Joden, die voordien uit de Republiek der Nederlanden geweerd werden, kregen niettemin in de steden geleidelijk aan tal van rechten, en in Amersfoort hoopte men dat zij de economische ontwikkelingen zouden stimuleren. In 1655 kregen de Joden vrijheid van godsdienst en in 1661 werden hen burgerrechten verleend. In 1662 richtten zij twee weefgetouwen, in feite kleine weverijen, op.
In 1664 vestigden zich ook de eerste Asjkenazische (of: Hoogduitse) Joden, afkomstig uit Oost-Europa. Hun aantal groeide en overtrof al spoedig dat der Sefardische Joden. In 1727 ging de Sefardische gemeente op in de Asjkenazische gemeente, en toen werd ook de synagoge aan de Drieringensteeg in gebruik genomen.
De gemeente was behoudend van karakter, en verzette zich aanvankelijk tegen tal van vernieuwingen die in het begin van de 19e eeuw door het Consistorie werden ingevoerd. Van 1814-1719 zetelde te Amersfoort het opperrabbinaat van de provincie Utrecht.
Een splitsing in de gemeente leidde in 1867 tot de oprichting van een tweede synagoge, aan de Kortegracht.
De gemeente kende een bloeiend verenigingsleven. Ook was er een godsdienstschool. Verder kende Amersfoort drie Joodse begraafplaatsen:
- Bloemendalsestraat oost, de Sefardische begraafplaats (1670-1727)
- Bloemendalsestraat west, de Asjkenazische begraafplaats (1700-1883)
- Soesterweg, (1873-heden)

Tijdens de Tweede Wereldoorlog werden vele Joden weggevoerd en vermoord in vernietigingskampen. Ook Kamp Amersfoort (1941-1945) was berucht. Het Judenkommando was daar de arbeidseenheid waar de zwaarste omstandigheden golden. Het interieur van de synagoge werd vernield. In totaal 333 Amersfoortse Joden kwamen om. 
Na de Bevrijding (1945) werd de gemeente heropgericht en de synagoge weer in gebruik genomen. In 1949 werd deze gerestaureerd. Het Sinai Centrum, dat hulp biedt aan mensen met een Posttraumatische stressstoornis en andere psychische stoornissen, was van 1960 tot 2008 in Amersfoort gevestigd.
In 2000 werden, in het pand Muurhuizen 26, resten aangetroffen van de joodse mikwe (badhuis), die tot 1943 in gebruik is geweest.
Het aantal joodse gemeenteleden, dat tot het begin van de Tweede Wereldoorlog rond de 400 schommelde, bedroeg op het einde van deze oorlog nog ruim 200, en daalde sindsdien geleidelijk tot ruim 100 in 1998.